# 5217 Chaozhou
Az 5217 Chaozhou (ideiglenes jelöléssel 1966 CL) a Naprendszer kisbolygóövében található aszteroida. A Bíbor-hegyi Obszervatórium fedezte fel 1966. február 13-án.